# Tatjana
Tatjana je žensko osebno ime

## Različice imena
Tanja, Tatiana, Tatijana, Tatja, Tatjanca, Tia, Tiana, Tija, Tijana Tajana in Tjaša

## Izvor imena
Ime Tatjana nekateri raziskovalci razlagajo iz imena Tacijana , ki se je razvil iz latinskega imena Tatiana kar naj bi pomenilo »tiha, molčeča«. Moška oblika je Tatianus in naj bi se povezovala z imenom rimske rodbine Tatius. Tacijan in Tacijana naj bi torej prvotno izhajala iz te rodbine. Ime Tatius nekateri raziskovalci pojasnjujejo iz latinskega glagola taceo, kar naj bi pomenilo »molčati, biti tih, miren«
Tatjana, skrajšano Tanja, je razširjeno rusko ime, ki je v Evropo pa tudi k nam verjetno prišlo z rusko književnostjo.

## Osebni praznik
V koledarju ima Tatjana god 12. januarja.

## Pogostost imena
Po podatkih Statističnega urada Republike Slovenije je bilo na dan 31. decembra 2007 v Sloveniji  8.267 nosilk imena Tatjana. Ime Tatjana je bilo na ta dan po pogostosti uporabe na 21. mstu. Ostale oblike imena so bile uporabljene: Tanja (7.881) Tatiana (41), Tatijana (22), Tia(583), Tiana (98), Tija (210), Tijana (173) in Tjaša (6.093). Ostale oblike imena niso bile uporabljene. 

## Zanimivosti
Tacian je bil diakon in mučenec v času rimskega cesarja Dioklecijana, ki je umrl skupaj s škofom Hilarijem leta 284 (god obeh je 16. marca). Tacijana pa je bilo ime mučenke iz Rima (god 12. januarja).
Tatjana je glavna junakinja Puškinovega romana Jevgenij Onjegin.
Na Tatjanin god  (12. jan.) je v Rusiji dan odprtja univerz in praznik študentov, ki tedaj pojejo priljubljeno pesem o Tatjani
Tatiana je ime majhenega planeta »številka 769« odkritega leta 1913.